# Cichladusa
Cichladusa (palmlijsters) is een geslacht van zangvogels uit de familie vliegenvangers (Muscicapidae).

## Soorten
Het geslacht kent de volgende soorten:
- Cichladusa arquata – Zambesipalmlijster
- Cichladusa guttata – Gevlekte palmlijster
- Cichladusa ruficauda – Gabonpalmlijster